# 道木伸隆
道木 伸隆（どうき のぶたか、1972年 - ）は、日本のVFXスーパーバイザー。愛知県出身。

## 略歴
映画を中心にデジタル合成デザイナーとしての経験を経て、2000年頃よりVFXスーパーバイザーとして映像制作に携わる。以前はポストプロダクション会社、ピクチャーエレメントの取締役およびVFXプロデューサーを務めていた。

## 参加作品

### 映画
- 『(ハル)』(1992)[3] - 通信画面
- 『ゴジラvsデストロイア』(1995)[4] - デジタルエフェクト
- 『新・居酒屋ゆうれい』(1996)[4] - デジタル合成
- 『モスラ』(1996)[4] - デジタルエフェクト
- 『モスラ2 海底の大決戦』(1997) - デジタルエフェクト
- 『ゴジラ2000 ミレニアム』(1999)[4] - デジタルエフェクト
- 『五条霊戦記 GOJOE』(2000)[4] - デジタルエフェクト
- 『ゴジラ×メガギラス G消滅作戦』(2000)[4] - デジタルエフェクト
- 『バトル・ロワイアル』(2001)[5] - VFXスーパーバイザー
- 『LOVE SONG』(2001)[5] - ヴィジュアル・エフェクト
- 『ゴジラ・モスラ・キングギドラ 大怪獣総攻撃』(2001)[4] - デジタルエフェクト
- 『劇場版 仮面ライダーアギト PROJECT G4』 (2001)[5] - ビジュアルエフェクト
- 『GO』(2001)[5] - 視覚効果
- 『バトル・ロワイアル(特別篇)』 (2001)[5] - VFXスーパーバイザー
- 『ゴジラ×メカゴジラ』(2002)[4] - VFXスーパーバイザー
- 『なごり雪』(2002)[3] - CG製作
- 『明日があるさ THE MOVIE』(2002)[3]
- 『劇場版 仮面ライダー555　パラダイス・ロスト』(2003)[3]
- 『スパイ・ゾルゲ』(2003)[4] - コンポジター
- 『ゴジラ×モスラ×メカゴジラ 東京SOS』(2003)[4] - プロダクション・スーパーバイザー
- 『バトル・ロワイアルII 鎮魂歌』(2003)[5] - VFXスーパーバイザー
- 『NIN×NIN 忍者ハットリくん THE MOVIE』(2004)[4] - デジタル合成
- 『ゴジラ FINAL WARS』(2004)[4] - プロダクション・スーパーバイザー
- 『デビルマン』(2004)[5]
- 『下弦の月〜ラスト・クォーター』(2004)[5]
- 『劇場版 仮面ライダー剣 MISSING ACE』(2004)[5]
- 『キューティーハニー』(2004)[5]
- 『空中庭園』 (2005)[5] - コンポジットディレクター
- 『春の雪』(2005)[4] - VFXスーパーバイザー
- 『同じ月を見ている』(2005) [5]
- 『フライ,ダディ,フライ』 (2005)[5] - VFXスーパーバイザー
- 『戦国自衛隊1549』 (2005)[4] - VFXスーパーバイザー
- 『北の零年』 (2005)[5] - VFXスーパーバイザー
- 『スケバン刑事 コードネーム=麻宮サキ』(2006)[5] - VFXスーパーバイザー
- 『日本沈没』(2006)[4] - VFXスーパーバイザー
- 『ベロニカは死ぬことにした』(2006)[5] - VFXアドバイザー
- 『バブルへGO!! タイムマシンはドラム式』(2007)[4] - VFXスーパーバイザー
- 『西遊記』(2007)[4] - VFXスーパーバイザー
- 『シャカリキ!』(2008)[5] - スピードエフェクト
- 『蘇りの血』(2009)[5] - VFXスーパーバイザー
- 『死刑台のエレベーター』(2010)[5] - VFXスーパーバイザー
- 『きな子〜見習い警察犬の物語〜』(2010)[5] - VFXスーパーバイザー
- 『太平洋の奇跡 -フォックスと呼ばれた男-』(2011)  - VFXスーパーバイザー
- 『もし高校野球の女子マネージャーがドラッカーの『マネジメント』を読んだら』(2011)[5] - VFXスーパーバイザー
- 『I'M FLASH!』(2012)[5]  - SFX/VFX/特撮
- 『ガール』 (2012)  - VFXスーパーバイザー
- 『ヘルタースケルター』(2012)  - VFXスーパーバイザー
- 『脳男』(2013)[5]  - SFX/VFXスーパーバイザー
- 『サンブンノイチ』(2014) - SFX/VFXプロデューサー
- 『ジョーカー・ゲーム』(2015)[5] - VFXスーパーバイザー
- 『バクマン。』(2015)　 - VFXスーパーバイザー[6]
- 『グラスホッパー』(2015)[5] - VFXプロデューサー
- 『TOO YOUNG TO DIE! 若くして死ぬ』(2016)[5] - VFXスーパーバイザー
- 『去年の冬、きみと別れ』(2018) - VFXプロデューサー
- 『いぬやしき』(2018年) - VFXプロデューサー
- 『BLEACH 死神代行篇』（2018年） - VFXプロデューサー